# Alfons Friedrich Mensdorff-Pouilly
Alfons Bedřich Ferdinand hrabě Mensdorff-Pouilly (německy Alphons Friedrich Ferdinand Graf von Mensdorff-Pouilly; 25. ledna 1810 Coburg – 10. prosince 1894 Boskovice) byl český šlechtic, politik a velkostatkář z rodu hrabat Mensdorff-Pouilly, starší bratr rakousko-uherského ministra zahraničí Alexandra knížete Dietrichstein-Nikolsburg- Mensdorffa-Pouilly.

## Původ
Narodil se jako druhorozený syn rakouského generála Emanuela Mensdorffa-Pouilly (1777–1852) a jeho manželky, princezny Žofie Sasko-Koburské (1778–1835). Díky matce byl Alfons Bedřich spřízněn s řadou evropských panovnických rodů, mimo jiné byl synovcem belgického krále Leopolda I. a bratrancem britské královny Viktorie.

## Veřejná činnost
Studoval na námořní škole v Benátkách a poté sloužil v armádě u jezdectva, mezitím také cestoval a pobýval například v Británii na pozvání své sestřenice královny Viktorie. Rakouskou armádu opustil v roce 1852 v hodnosti plukovníka, získal čestné hodnosti c. k. tajného rady a komořího, díky vlivným příbuzným obdržel též několik zahraničních řádů. V letech 1861–1871 byl poslancem Moravského zemského sněmu, v této funkci se ale angažoval jen minimálně. Od roku 1862 byl doživotním členem rakouské panské sněmovny. Více zásluh si získal jako starosta v Boskovicích (1864–1876), kde se později stal i čestným občanem (1888).

## Rodina
Poprvé se 23. července 1843 ve Vídni oženil s hraběnkou Terezií z Ditrichštejna (1823–1856), pozdější dámou Řádu hvězdového kříže (1848) a palácovou dámou, jednou z dědiček obrovského majetku vymírajícího rodu Ditrichštejnů (po otci Františku Xaveru Josefovi z Dietrichstein-Proskau-Leslie zdědila v roce 1850 panství Boskovice).
- 1. Viktorie (28. 8. 1844 Vídeň – 4. 11. 1918 Celje)
  - ⚭ (4. 11. 1865 Boskovice) Karel Alexandr von Oberndorff (31. 7. 1833 Regendorf – 27. 12. 1889 Neapol)
- 2. Žofie (30. 7. 1845 Vídeň – 10. 3. 1909 Kostelec nad Orlicí)
  - ⚭ (17. 5. 1864 Vídeň) Bedřich Karel Kinský (18. 2. 1834 Vídeň – 23. 9. 1899 Kostelec nad Orlicí)
- 3. Antonie Marie (8. 8. 1848 Boskovice – 7. 2. 1855 Boskovice[3])
- 4. Artur Emanuel (4. 5. 1852 – 16. 1. 1862 Boskovice)

Jeho druhou manželkou se 31. května 1862 ve Vídni stala hraběnka Marie Terezie Lambergová (1833–1876), pozdější dáma Řádu hvězdového kříže (1863) a palácová dáma, dcera polního podmaršálka Františka Lamberga, který byl zavražděn za revoluce v roce 1848 v Budapešti.
- 5. Terezie Marie (12. 3. 1863 Boskovice – 13. 1. 1867 tamtéž)
- 6. Alfons Vladimír (16. 8. 1864 Boskovice – 20. 6. 1935 Brno)
  - ⚭ (2. 9. 1890 Vídeň) Ida Paarová (1. 3. 1867 Vídeň – 9. 8. 1945 Nečtiny)
- 7. Emanuel Alexandr (5. 9. 1866 Peggau – 28. 3. 1948 Český Šternberk)
  - ⚭ (12. 7. 1892 Praha) Anna Marie Vestfálská z Fürstenbergu (18. 2. 1869 Chlumec – 29. 12. 1948 Český Šternberk)
- 8. Bedřich Karel (18. 1. 1869 Boskovice – 17. 1. 1872 Boskovice)

Z obou manželství se narodilo celkem osm děti, čtyři z nich zemřely v dětství. Dědicem rodového majetku byl syn Alfons Vladimír (1864–1935) z druhého manželství.

## Majetkové poměry a stavební aktivity
Prvním sňatkem s hraběnkou Terezií z Ditrichštejna získal její dědický podíl na panství Boskovice, součástí ditrichštejnského dědictví byl i dům v Prostějově, fakticky se ale tento majetek stal jejich vlastnictvím až v roce 1854 po vyrovnání s dalšími dědici. Svým hlavním sídlem proto Alfons Bedřich učinil Nečtiny v západních Čechách, které zdědil po otci (1852). Zde nechal v letech 1855–1858 postavit zámek v novogotickém slohu, na okraji zámeckého parku vznikla i rodinná hrobka (1858). Budováním vlastního zázemí i podporou veřejně prospěšných staveb (škola) přispěl k celkovému rozvoji Nečtin ve druhé polovině 19. století. Týká se to i Boskovic, kde zřídil klášter sester kongregace sv. Vincence de Paula, pod jehož patronátem poté vznikla dívčí škola a mateřská škola.
Alfons Bedřich Mensdorff-Pouilly zemřel na zámku v Boskovicích v prosinci 1894 ve věku 84 let. Příčinou úmrtí byl zápal plic. Od jeho syna Alfonse pochází dodnes existující rozvětvená linie, tzv. boskovická.